# Liste d'élections en 1958
Chronologie des élections
- 1954
- 1955
- 1956
- 1957
- 1958
- 1959
- 1960
- 1961
- 1962

Cette liste recense les élections organisées durant l'année 1958. Elle inclut les élections législatives et présidentielles nationales dans les États souverains, ainsi que les principaux référendums.
Dans le monde démocratique, les élections en 1958 amènent une alternance au pouvoir au Costa Rica (février), au Togo (avril), en Belgique (juin), au Suriname (juin) et en Uruguay (novembre). L'éphémère Fédération des Indes occidentales organise les seules élections de son histoire, démocratiques, au mois de mars. Ce projet de fédérer les colonies britanniques dans les Caraïbes en leur accordant l'autonomie n'aboutit finalement pas. Le Venezuela connaît au mois de décembre ses premières élections démocratiques depuis 1947. En septembre, les Français de métropole et de l'outre-mer et les citoyens de l'Union française approuvent par référendum l'instauration d'une Cinquième République, ainsi que la création d'une Communauté française associant la République à ses colonies autonomes. S'ensuivent des élections législatives en novembre ; le Parlement qui en est issu prend part à un collège électoral qui élit Charles de Gaulle à la présidence de la République.
En Amérique latine, plusieurs dictatures de droite organisent des simulacres d'élections cette année. Celles au Guatemala en janvier provoquent une grève générale et une révolte armée. De même, l'élection présidentielle à parti unique orchestrée en février par la dictature militaire qui gouverne le Paraguay entraîne une grève générale, durement réprimée. Au Salvador, le parti de la junte conserve automatiquement tous les sièges lors des 'élections' du mois de mars. En Europe, le régime de droite autoritaire d'António Salazar au Portugal, dictature à parti unique, truque l'élection présidentielle du mois de juin.
Dans le bloc de l'Est, des élections à parti unique (ou bien à coalition unique dominée par les communistes), sans aucune opposition possible, ont lieu en URSS (mars), en Albanie (juin), en Allemagne de l'Est (novembre) et en Hongrie (novembre). Des élections de type similaire ont lieu au mois de mars dans la Yougoslavie de Josip Tito, communiste mais indépendante du bloc de l'Est.
Enfin, l'Égypte et la Syrie fusionnent en une République arabe unie à la suite d'un référendum en février, dont les résultats officiels indiquent un taux d'approbation de 100 % pour ce projet. La candidature de Gamal Abdel Nasser pour la présidence de ce nouvel État est également approuvée, officiellement, par 100 % des votants.

## Par mois

### Janvier
| Date       | Pays                | Élections                      | Contexte | Résultats |
| ---------- | ------------------- | ------------------------------ | --- | --- |
| 19 janvier | Guatemala           | Législatives et présidentielle | Le Guatemala à cette date est une dictature militaire. La quasi-totalité des partis autorisés sont des partis de la droite anticommuniste, favorables à la dictature. | Le Parti de la réconciliation démocratique nationale (conservateur) et ses alliés (Parti libéral nationaliste (droite autoritaire), Front national anticommuniste…) obtiennent ensemble une majorité absolue des sièges. Leur candidat Miguel Ydígoras Fuentes recueille 40,8 % des suffrages populaires pour l'élection présidentielle, devant trois autres candidats, et son élection à la présidence de la République est confirmée par le Congrès. Son autoritarisme provoque une révolte en novembre 1960, et le début d'un long conflit armé qui durera jusque dans les années 1990. |
| 26 janvier | Royaume du Cambodge | Référendum                     | La proposition soumise aux citoyens concerne la réduction du nombre de députés, d'un tiers.                                                                           | La proposition est approuvée officiellement par 99,9 % des votants, et mise en œuvre pour les élections législatives du mois de mars. |
| janvier    | Monaco              | Législatives                   | Élections au suffrage masculin. | Alternance. L'Union nationale des indépendants (conservateur mais prônant une démocratisation des institutions) remporte une majorité absolue des sièges au Conseil national. Henry Soum (sans étiquette) demeure néanmoins ministre d'État (premier ministre), n'étant responsable que devant le prince et non devant le Conseil national. |

### Février
| Date       | Pays            | Élections                      | Contexte | Résultats |
| ---------- | --------------- | ------------------------------ | --- | --- |
| 2 février  | Costa Rica      | Législatives et présidentielle | | Alternance. Parlement sans majorité. Le Parti Libération nationale perd sa majorité absolue des sièges au Parlement, mais y conserve la majorité relative. Divisé, et faisant face à une candidature dissidente, le parti perd néanmoins la présidence de la République : Mario Echandi Jiménez (Parti d'union nationale : conservateur, centre-droit) est élu président avec 46,4 % des voix.  |
| 9 février  | Paraguay        | Présidentielle                 | Le Paraguay à cette date est une dictature militaire : c'est la période de l’El Stronato. | Seul candidat, le dictateur Alfredo Stroessner (Parti colorado : droite) est automatiquement réélu avec 100 % des voix. Une grève générale éclate au mois d'août ; en réponse, les principaux dirigeants syndicaux sont emprisonnés. Un mouvement de résistance armée à la dictature se développe également après cette élection, et est férocement réprimé (tortures, exécution sommaires...). |
| 21 février | Égypte et Syrie | Référendum et présidentielle   | Le référendum porte sur la proposition d'unification des deux pays. Les citoyens sont également invités à approuver la candidature unique de l'Égyptien Gamal Abdel Nasser (du parti Union socialiste arabe) pour la présidence de cette nouvelle république. | L'unification est approuvée officiellement par 100 % des votants dans les deux pays. La candidature de Gamal Nasser est également approuvée par 100 % des votants des deux pays (avec à peine quelques centaines de bulletins « non » contre près de 7,5 million de « oui »). La République arabe unie est proclamée le lendemain.                                                              |
| 23 février | Argentine       | Législatives et présidentielle | Le président Juan Perón a été violemment démis par un coup d'État en 1955, et son Parti péroniste a été interdit. | Arturo Frondizi (Union civile radicale intransigeante : social-libéral), soutenu par Juan Perón, est élu avec 47,6 % des suffrages populaires et par une large majorité du collège électoral, devant une demi-douzaine d'autres candidats. L'UCRI remporte une majorité absolue des sièges à la Chambre des députés.                                                                            |
| 27 février | Soudan          | Législatives                   | 1er tour | - |

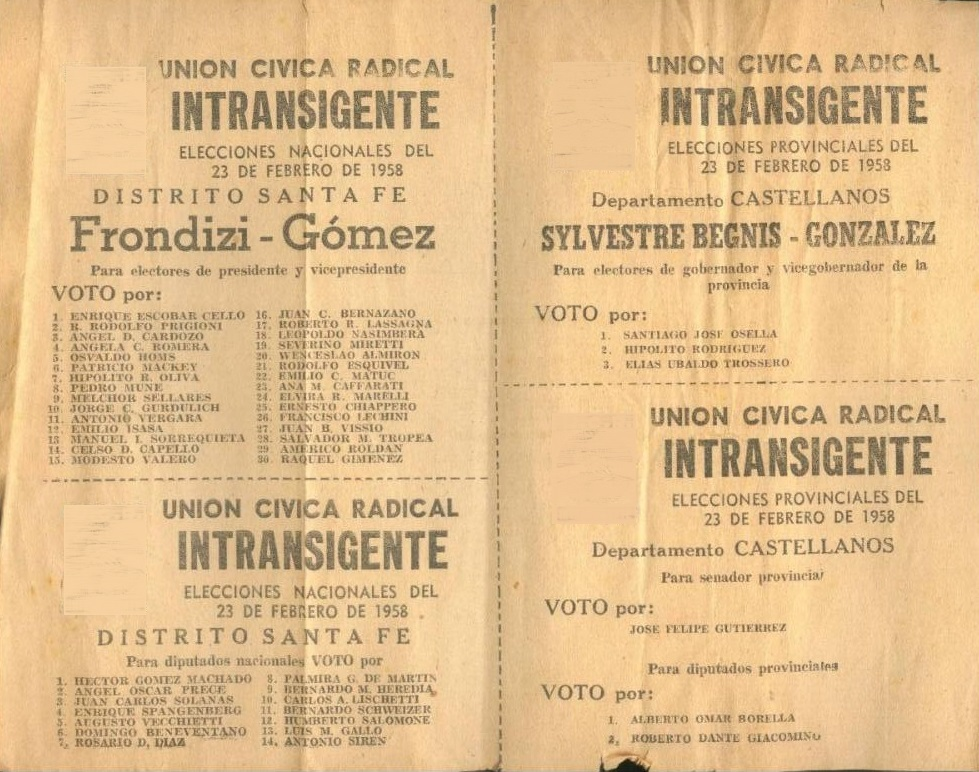
Matériel de campagne du parti UCRI en Argentine, pour les élections de février 1958.

### Mars
| Date          | Pays                | Élections    | Contexte | Résultats |
| ------------- | ------------------- | ------------ | --- | --- |
| 8 mars        | Soudan              | Législatives | 2d tour. Premières élections législatives depuis l'indépendance du pays en 1956. Les précédentes avaient eu lieu en 1953. Le pays est pris dans une guerre civile entre le nord et le sud. | Parlement sans majorité. Le Parti de l'oumma (centriste, musulman-démocrate) remporte une majorité relative des sièges dans les deux chambres, devançant le Parti unioniste démocratique (conservateur, laïc) au pouvoir. Abdallah Khalil (Parti de l'oumma) demeure premier ministre, menant un gouvernement de coalition avec le Parti démocratique populaire (islamiste). Début novembre, le général Ibrahim Abboud, chef des armées, prend le pouvoir par un coup d'État. |
| 16 mars       | Colombie            | Législatives | Ce sont les premières élections de la période du Front national. Cet accord, qui a mis fin à la guerre civile, octroie par avance la moitié des sièges au Parti conservateur, et la moitié au Parti libéral. Les autres partis (notamment le Parti communiste) ne sont plus autorisés à participer aux élections, à moins de pouvoir présenter des candidats sous l'étiquette d'un des deux grands partis. Les élections deviennent une compétition entre les différentes factions des deux partis qui se partagent le pouvoir. | Comme prévu par l'accord, les conservateurs et les libéraux obtiennent chacun la moitié des sièges dans les deux chambres. Une élection présidentielle a lieu en mai. |
| 16 mars       | Union soviétique    | Législatives | L'URSS à cette date est un État à parti unique. Seuls le Parti communiste et les organisations de masse qui lui sont affiliées peuvent présenter des candidats. Les citoyens votent pour ou contre le candidat unique qui leur est proposé. Dans la pratique, le vote ne se déroule pas à bulletin secret. | Le Parti communiste et ses organisations associées conservent tous les sièges, avec officiellement un taux d'approbation de 99,6 %. |
| 23 mars       | Royaume du Cambodge | Législatives | Les femmes peuvent voter pour la première fois. Le Pracheachon (qui rassemble socialistes et communistes), seul parti d'opposition à présenter des candidats, et les organes de presse qui le soutiennent sont soumis à une importante surveillance policière et à des actes d'intimidation. Tous les candidats du Pracheachon se retirent finalement avant le scrutin, sauf un. Tous les candidats du gouvernement sauf un sont ainsi élus sans opposition.                                                                    | Le parti Sangkum (conservatisme, socialisme bouddhiste, anticommunisme), au pouvoir, remporte tous les sièges. Le prince Norodom Sihanouk demeure premier ministre. |
| 23 mars       | Liechtenstein       | Législatives | Élections au suffrage masculin. | Le Parti progressiste des citoyens (droite, national-conservateur) conserve sa majorité absolue des sièges, et maintient son gouvernement d'union avec l'Union patriotique (centre-droit, libéral-conservatrice). Alexander Frick demeure premier ministre. |
| 23 mars       | Salvador            | Législatives | Le Salvador à cette date est une dictature militaire. Les élections étant truquées, elles sont boycottées par l'opposition. | Le Parti révolutionnaire de l'unification démocratique (parti de la junte), seul à présenter des candidats, conserve mécaniquement tous les sièges. |
| 25 mars       | Indes occidentales  | Législatives | Premières et uniques élections de l'histoire de ce pays, établi le 3 janvier. Les Indes occidentales sont une fédération autonome d'îles des Caraïbes membres de l'Empire britannique. Après une période d'autonomie, la fédération a vocation à devenir un État indépendant. | Le Parti travailliste (socialisme démocratique) remporte une majorité absolue des sièges, devant notamment le Parti travailliste démocratique (libéral). Grantley Herbert Adams devient premier ministre. La fédération, toutefois, se disloque et disparaît en 1962, après la sécession de la Jamaïque puis de Trinité-et-Tobago. |
| 23 et 30 mars | RFP Yougoslavie     | Législatives | La Yougoslavie à cette date est un État à parti unique. La Ligue des communistes est le seul parti autorisé, mais est indépendante de la direction de Moscou. Elle applique une politique d'auto-gestion des ouvriers (ou « titoïsme »). Dans la quasi-totalité des circonscriptions, il n'y a qu'un seul candidat, élu donc automatiquement ; dans les autres, les citoyens ont le choix entre plusieurs candidats, issus toutefois du même parti.                                                                             | La Ligue des communistes conserve automatiquement le plein contrôle du Parlement. Josip Broz Tito demeure premier ministre (et conjointement président de la République). |
| 31 mars       | Canada              | Législatives | Ces élections ont lieu tout juste neuf mois après les précédentes. Le gouvernement minoritaire conservateur cherche à obtenir une majorité claire au Parlement. | Le Parti progressiste-conservateur obtient une majorité absolue des sièges, remportant une large victoire. Il est aidé notamment par son alliance avec le parti Union nationale (droite) au Québec. John Diefenbaker demeure premier ministre. |

### Avril
| Date     | Pays                   | Élections    | Contexte | Résultats |
| -------- | ---------------------- | ------------ | --- | --- |
| 16 avril | Union d'Afrique du Sud | Législatives | C'est la période de l'apartheid. Pour la première fois, pour ces élections, les listes électorales sont intégralement ségréguées. Les quelques noirs qui disposaient encore du droit de vote l'ont perdu, et ne sont plus représentés au Parlement. Les citoyens dit « coloureds » (métis) élisent dorénavant quatre députés (blancs) pour les représenter. | Le Parti national (nationalisme afrikaner, droite à extrême-droite) conserve la majorité absolue des sièges. Johannes Strijdom demeure premier ministre.                                        |
| 27 avril | Togo                   | Législatives | Le Togo à cette date est une république autonome membre de l'Union française. | Alternance. Le Comité de l'unité togolaise (nationaliste) remporte une majorité absolue des sièges. Sylvanus Olympio devient premier ministre. Le pays accède à sa pleine indépendance en 1960. |

### Mai
| Date   | Pays             | Élections      | Contexte | Résultats |
| ------ | ---------------- | -------------- | --- | --- |
| 2 mai  | Corée du Sud     | Législatives   | La Corée du Sud à cette date sévit sous un régime autoritaire, où toute opposition réelle est brutalement réprimée. | Le Parti libéral (conservateur, autoritaire, droite à extrême-droite) conserve la majorité absolue des sièges. |
| 4 mai  | Colombie         | Présidentielle | Première élection présidentielle de la période du Front national, après les législatives du mois de mars. Cet accord, qui a mis fin à la guerre civile, prévoit une alternance du Parti conservateur et du Parti libéral à la présidence de la République. Le libéral Alberto Lleras Camargo, soutenu par les communistes, devait donc être le seul candidat à cette élection. Des dissidents du Parti conservateur présentent néanmoins un candidat contre lui. | Alberto Lleras Camargo (libéral) est élu avec 80,1 % des voix, face à Jorge Leyva (conservateur dissident). |
| 5 mai  | Royaume d'Irak   | Législatives   | Les pays à cette date est sous un régime autoritaire qui réprime les mouvements de protestation. La plupart des partis politiques ont été interdits. | Les candidats du gouvernement remportent la quasi-totalité des sièges. Ahmad Mukhtar Baban (sans étiquette) est nommé premier ministre. Le 14 juillet, un coup d'État militaire a lieu. Le roi Fayçal II, le prince héritier Abdelilah, le premier ministre Ahmad Baban et son prédécesseur Nouri Saïd sont tous assassinés. L'Irak devient une république le jour même, avec Najib el-Rubai pour président et le brigadier Abdul Karim Qasim pour premier ministre. |
| 11 mai | Royaume de Grèce | Législatives   | | L'Union nationale radicale (conservatrice) conserve sa majorité absolue des sièges. Konstantínos Karamanlís demeure premier ministre. |
| 22 mai | Japon            | Législatives   | | Le Parti libéral-démocrate (droite) conserve la majorité absolue des sièges. Nobusuke Kishi demeure premier ministre. |
| 25 mai | Italie           | Parlementaires | | Parlement sans majorité. Le parti Démocratie chrétienne (centre-droit) conserve la majorité relative des sièges dans les deux chambres, devant notamment le Parti communiste. Amintore Fanfani, issu de l'aile gauche du parti Démocratie chrétienne, devient président du Conseil (premier ministre). |

### Juin
| Date     | Pays     | Élections      | Contexte | Résultats |
| -------- | -------- | -------------- | --- | --- |
| 1er juin | Albanie  | Législatives   | L'Albanie à cette date est un État à parti unique. Seul le Parti du travail et les organisations de masse qui lui sont affiliées peuvent présenter des candidats. Les citoyens doivent voter pour ou contre les candidats proposés. | Le Parti du travail (marxiste-léniniste) et ses organisations affiliées conservent tous les sièges, avec officiellement un taux d'approbation de 98,8 %. |
| 1er juin | Belgique | Législatives   | | Parlement sans majorité. Alternance. Le Parti social-chrétien conserve la majorité relative des sièges dans les deux chambres, et forme un gouvernement minoritaire social-chrétien qui remplace le gouvernement d'alliance des socialistes et des libéraux. Gaston Eyskens devient premier ministre. |
| 1er juin | Suède    | Législatives   | | Parlement sans majorité. Le Parti social-démocrate des travailleurs conserve la majorité relative des sièges. Tage Erlander demeure premier ministre. |
| 8 juin   | Portugal | Présidentielle | Le Portugal à cette date est un État à parti unique : c'est la période de l’Estado Novo. L'opposition présente néanmoins un candidat, officiellement sans étiquette : le général Humberto Delgado. Durant la campagne, les partisans de l'opposition sont harcelés et intimidés par la police politique du régime. Les résultats de l'élection sont truqués. Le président de la République n'a qu'un rôle cérémoniel, le pouvoir réel étant exercé par le premier ministre António Salazar. | Américo Tomás (Union nationale : extrême-droite, fascisme clérical, seul parti autorisé) est déclaré élu avec 76,4 % des voix. Humberto Delgado est crédité de 23,6 % ; il sera assassiné par la police politique cinq ans plus tard. Pour éviter qu'il y ait des candidats d'opposition aux élections présidentielles futures, António Salazar décide que le président sera désormais élu par l'Assemblée nationale (entièrement constituée de députés du parti unique). |
| 20 juin  | Bolivie  | Législatives   | | Le Mouvement nationaliste révolutionnaire (gauche) conserve sa majorité absolue des sièges dans les deux chambres. |
| 25 juin  | Suriname | Législatives   | En 1954, le Suriname est devenu un pays constitutif du Royaume des Pays-Bas. Dès lors, il jouit d'une pleine autonomie, sauf en matière de politique étrangère et de défense. | Alternance. Parlement sans majorité. Le Parti national obtient une majorité relative des sièges ; le parti Front de l'unité, jusque-là majoritaire, perd la plupart de ses sièges. Severinus Desiré Emanuels (Parti national) devient Premier ministre. |

### Juillet
| Date           | Pays     | Élections                      | Contexte | Résultats |
| -------------- | -------- | ------------------------------ | --- | --- |
| 6 juillet      | Mexique  | Législatives et présidentielle | Le Mexique à cette date est sous un régime autoritaire, qui permet officiellement les partis d'opposition mais réprime toute dissension réelle. Le gouvernement est également entaché de corruption. | Le Parti révolutionnaire institutionnel (centre-droit, corporatiste) conserve la quasi-totalité des sièges à la Chambre des députés. Son candidat Adolfo López Mateos est élu président de la République avec 90,4 % des voix, face à Luis Álvarez (Parti action nationale, conservateur). Issu de l'aile gauche du parti, le président López met en place d'importantes politiques de santé, d'éducation et d'aides sociales qui améliorent grandement le sort des pauvres. Il introduit aussi une libéralisation politique partielle, amendant les institutions pour y accroître la représentation des partis d'opposition. |
| 6 et 7 juillet | Finlande | Législatives                   | | Parlement sans majorité. La Ligue démocratique du peuple (alliance de partis de la gauche anticapitaliste, dont notamment le Parti communiste) obtient une majorité relative avec exactement un quart des sièges. Il devance de très peu le Parti social-démocrate et la Ligue agraire (agrarienne, centriste). Karl-August Fagerholm (Parti social-démocrate) devient premier ministre, à la tête d'un large gouvernement de coalition incluant la Ligue agraire et des partis centristes et libéraux, mais n'incluant pas la LDP.                                                                                           |

### Août
Il n'y a pas d'élection nationale en août 1958.

### Septembre
| Date         | Pays              | Élections      | Contexte | Résultats |
| ------------ | ----------------- | -------------- | --- | --- |
| 4 septembre  | Chili             | Présidentielle | | Jorge Alessandri (sans étiquette, soutenu par le Parti libéral (centre-droit) et le Parti conservateur uni) termine en tête avec 31,6 % des suffrages populaires, devant notamment le socialiste Salvador Allende (28,9 %) et trois autres candidats. Puisqu'aucun candidat n'a obtenu la majorité des suffrages, le Congrès doit départager les deux qui ont terminé en tête : Alessandri et Allende. Jorge Alessandri est élu président de la République par une large majorité du Congrès. |
| 28 septembre | Cameroun français | Référendum     | Le Cameroun à cette date est un État autonome sous tutelle de l'Union française. Le référendum porte sur la nouvelle Constitution française, qui prévoit de faire du Cameroun un membre de la nouvelle Communauté française. | La proposition est adoptée par 96,6 % des votants. Pour autant, elle ne sera jamais appliquée : le Cameroun s'achemine vers la pleine indépendance, qu'il obtiendra en 1960. |
| 28 septembre | Côte d'Ivoire     | Référendum     | La Côte d'Ivoire à cette date est une république autonome au sein de l'Union française. Le référendum porte sur la nouvelle Constitution française, qui prévoit de faire de la Côte d'Ivoire un membre de la nouvelle Communauté française. | La proposition est adoptée par 100 % des votants. |
| 28 septembre | Dahomey           | Référendum     | Le Dahomey à cette date est une république autonome au sein de l'Union française. Le référendum porte sur la nouvelle Constitution française, qui prévoit de faire du Dahomey un membre de la nouvelle Communauté française. | La proposition est adoptée par 97,8 % des votants. |
| 28 septembre | France            | Référendum     | Les citoyens de métropole et des colonies sont invités à approuver ou rejeter le projet de Constitution pour l'instauration d'une Cinquième République, ainsi que la création d'une Communauté française associant la République à ses colonies autonomes, dans le cadre de la décolonisation. Ce vote fait suite au putsch d'Alger du mois de mai, et la menace d'un putsch à Paris. S'en étaient suivis la démission du premier ministre Pierre Pflimlin, et l'octroi des pleins pouvoirs au général Charles de Gaulle le 1er juin. | Le projet est approuvé par 82,6 % des votants (79,3 % en métropole). En outre-mer, l'intégration à la Communauté française est approuvée dans tous les territoires par plus des trois-quarts des votants, sauf en Polynésie française où elle ne recueille 'que' 64,4 % de bulletins favorables, et en Guinée où elle n'obtient que 4,8 % de suffrages favorables (et est donc rejetée à 95,2 %). Des élections législatives ont lieu en France en novembre.                                  |
| 28 septembre | Gabon             | Référendum     | Le Gabon à cette date est une république autonome au sein de l'Union française. Le référendum porte sur la nouvelle Constitution française, qui prévoit de faire du Gabon un membre de la nouvelle Communauté française. | La proposition est adoptée par 92,6 % des votants. |
| 28 septembre | Guinée            | Référendum     | La Guinée à cette date est une république autonome au sein de l'Union française. Le référendum porte sur la nouvelle Constitution française, qui prévoit de faire de la Guinée un membre de la nouvelle Communauté française. Le Parti démocratique (socialiste, nationaliste) d'Ahmed Sékou Touré, majoritaire à l'Assemblée territoriale, fait campagne pour le « non », prônant une indépendance complète et immédiate. | La proposition est rejetée par 95,2 % des votants. La Guinée devient indépendante le 2 octobre, avec Ahmed Sékou Touré pour président. |
| 28 septembre | Haute-Volta       | Référendum     | La Haute-Volta à cette date est une république autonome au sein de l'Union française. Le référendum porte sur la nouvelle Constitution française, qui prévoit de faire de la Haute-Volta un membre de la nouvelle Communauté française. | La proposition est adoptée par 99,2 % des votants. |
| 28 septembre | Madagascar        | Référendum     | Madagascar à cette date est une république autonome au sein de l'Union française. Le référendum porte sur la nouvelle Constitution française, qui prévoit de faire de Madagascar un membre de la nouvelle Communauté française. | La proposition est adoptée par 77,6 % des votants. |
| 28 septembre | Mauritanie        | Référendum     | La Mauritanie à cette date est une république autonome au sein de l'Union française. Le référendum porte sur la nouvelle Constitution française, qui prévoit de faire de la Mauritanie un membre de la nouvelle Communauté française. | La proposition est adoptée par 94 % des votants. |
| 28 septembre | Moyen-Congo       | Référendum     | Le Moyen-Congo (Congo-Brazzaville) à cette date est une république autonome au sein de l'Union française. Le référendum porte sur la nouvelle Constitution française, qui prévoit de faire du Congo un membre de la nouvelle Communauté française. | La proposition est adoptée par 99,4 % des votants. |
| 28 septembre | Niger             | Référendum     | Le Niger à cette date est une république autonome au sein de l'Union française. Le référendum porte sur la nouvelle Constitution française, qui prévoit de faire du Niger un membre de la nouvelle Communauté française. Le parti Sawaba (socialiste), majoritaire à l'assemblée, fait campagne pour le « non », tandis que le Parti progressiste fait campagne pour le « oui ». | La proposition est adoptée par 78,4 % des votants. L'élection d'une assemblée constituante a lieu en décembre. |
| 28 septembre | Oubangui-Chari    | Référendum     | L'Oubangui-Chari à cette date est une république autonome au sein de l'Union française. Le référendum porte sur la nouvelle Constitution française, qui prévoit de faire de l'Oubangui-Chari un membre de la nouvelle Communauté française. | La proposition est adoptée par 98,8 % des votants. Le territoire devient la République centrafricaine. |
| 28 septembre | Sénégal           | Référendum     | Le Sénégal à cette date est une république autonome au sein de l'Union française. Le référendum porte sur la nouvelle Constitution française, qui prévoit de faire du Sénégal un membre de la nouvelle Communauté française. | La proposition est adoptée par 97,6 % des votants. |
| 28 septembre | Tchad             | Référendum     | Le Tchad à cette date est une république autonome au sein de l'Union française. Le référendum porte sur la nouvelle Constitution française, qui prévoit de faire du Tchad un membre de la nouvelle Communauté française. | La proposition est adoptée par 98,3 % des votants. |

### Octobre
| Date             | Pays    | Élections    | Contexte | Résultats |
| ---------------- | ------- | ------------ | --- | --- |
| 3 octobre        | Brésil  | Législatives | | Parlement sans majorité. Le Parti social démocratique (centre-droit, conservateur) conserve la majorité relative des sièges à la Chambre des députés, malgré des pertes importantes, mais c'est l'Union démocratique nationale (centre-droit, conservatrice) qui obtient la majorité relative au Sénat. |
| 25 au 28 octobre | Vatican | Conclave     | Ce conclave fait suite à la mort du pape Pie XII. Le nouveau pape doit être élu par le Collège des cardinaux de l'Église catholique romaine. | Angelo Giuseppe Roncalli est élu pape et prend le nom de Jean XXIII. |

### Novembre
| Date              | Pays                                    | Élections      | Contexte | Résultats |
| ----------------- | --------------------------------------- | -------------- | --- | --- |
| 1er novembre      | Cuba                                    | Présidentielle | Fulgencio Batista a pris le pouvoir par un coup d'État en 1952. Il mène un gouvernement corrompu et brutal, tissant des liens avec le crime organisé. Par ailleurs, le mouvement de révolution mené entre autres par Fidel Castro s'est intensifié depuis le mois d'août. | Seul candidat, le premier ministre sortant Andrés Rivero Agüero (Parti de l'action progressiste : droite à extrême-droite), soutenu par Batista, est automatiquement élu. Il n'entrera toutefois jamais en fonction : les révolutionnaires prennent le contrôle du pays le 1er janvier 1959, et instaurent leur propre gouvernement. |
| 4 novembre        | États-Unis                              | Législatives   | | Le Parti démocrate (centre-gauche) conserve sa majorité absolue des sièges à la Chambre des représentants, et obtient la majorité absolue au Sénat. |
| 12 novembre       | Fédération de Rhodésie et du Nyassaland | Législatives   | La fédération est un État autonome membre de l'Empire britannique. Très peu de noirs ont le droit de vote, et la majorité noire est donc très nettement sous-représentée, par rapport à la minorité blanche. | Le Parti fédéral unifié (conservateur) conserve une large majorité des sièges. Roy Welensky demeure premier ministre. |
| 16 novembre       | Allemagne de l'Est                      | Législatives   | L'Allemagne de l'Est (RDA) à cette date est une dictature de facto à parti unique. Bien qu'une diversité de partis existe officiellement, ils sont tous subordonnés aux autorités communistes. La répartition des sièges entre les partis est décidée par avance ; les autorités présentent une liste unique de candidats, les citoyens étant invités à l'approuver. | Les candidats sont approuvés officiellement par 99,9 % des votants. En apparence, ces élections produisent un parlement sans majorité, où le Parti socialiste unifié (SED, marxiste-léniniste) dispose de seulement un quart des sièges. Dans la pratique, les autres partis sont soumis à sa direction. Otto Grotewohl (SED) demeure président du conseil des ministres. |
| 16 novembre       | Hongrie                                 | Législatives   | Premières élections après la répression de l'insurrection de 1956. La Hongrie à cette date est une dictature à parti unique. L'ancien Parti communiste a toutefois été réorganisé en un Parti socialiste ouvrier, qui applique le « socialisme du goulash », une version un peu plus ouverte et tolérante que le marxisme-léninisme en vigueur dans les autres pays d'Europe de l'Est. Néanmoins, comme dans les pays voisins, les autorités présentent une liste unique de candidats, les citoyens étant invités à l'approuver. Aucune candidature d'opposition n'est possible. | Les candidats sont approuvés officiellement par 99,6 % des votants. Le Part socialiste ouvrier conserve une large majorité des sièges, les autres revenant à des élus officiellement sans étiquette mais approuvés par le parti. Ferenc Münnich demeure président du Conseil des ministres (premier ministre). |
| 22 novembre       | Australie                               | Législatives   | | La Coalition des partis conservateurs conserve la majorité absolue des sièges dans les deux chambres. Robert Menzies demeure premier ministre. |
| 23 et 30 novembre | France                                  | Législatives   | Ces élections font suite au référendum du mois du septembre sur l'instauration d'une Cinquième République. | Le mode de scrutin étant favorables aux alliances électorale, la gauche, divisée, est balayée. L'alliance de l'Union pour la nouvelle République (gaulliste), du Centre national des indépendants et paysans (conservateurs) et d'autres députés de droite remporte une majorité absolue des sièges. Michel Debré (UNR) est nommé premier ministre. Le 21 décembre, Charles de Gaulle (UNR) est élu président de la République par un collège électoral constitué des députés, des conseillers généraux et de représentants des conseils municipaux. Il succède à René Coty (CNIP). |
| 30 novembre       | Uruguay                                 | Législatives   | | Alternance. Le Parti national (conservateur) remporte la majorité absolue des sièges dans les deux chambres du Congrès. Il retrouve ainsi le pouvoir pour la première fois depuis les années 1860, et met fin à près d'un siècle de gouvernement du Parti Colorado (libéral, hétéroclite). Benito Nardone devient président du Conseil national du gouvernement. |
| novembre          | Sikkim                                  | Législatives   | Le Sikkim à cette date est un royaume autonome sous protectorat indien. | Parlement sans majorité. Le parti Congrès d'État du Sikkim (favorable au rattachement du pays à l'Inde) obtient une majorité relative des sièges. |

### Décembre
| Date        | Pays      | Élections                      | Contexte | Résultats |
| ----------- | --------- | ------------------------------ | --- | --- |
| 7 décembre  | Venezuela | Législatives et présidentielle | Un coup d'État militaire au mois de janvier a mis fin à la dictature de Marcos Pérez Jiménez. Après un pouvoir militaire de transition, ces élections démocratiques ont lieu en décembre.                    | Le parti Action démocratique (social-démocrate), qui avait remporté les dernières élections démocratiques en 1947 avant l'avénement de la dictature, retrouve sa majorité absolue des sièges au Congrès. Son candidat Rómulo Betancourt est élu président de la République avec 49,2 % des voix, devant deux autres candidats. |
| 14 décembre | Niger     | Législatives                   | Élection d'une assemblée constituante. Le Niger à cette date est une république autonome au sein de l'Union française, qui a décidé par référendum en septembre d'intégrer la nouvelle Communauté française. | Alternance. L'Union pour la Communauté franco-africaine, qui rassemble le Parti progressiste et le Parti du regroupement africain, remporte une large majorité des sièges, devant le parti Sawaba (socialiste), majoritaire dans l'assemblée sortante. Les résultats sont annulés dans certaines circonscriptions en raison d'irrégularités ; en conséquence, le Sawaba perd tous ses sièges restants. Hamani Diori (UCFA) devient président du Conseil (premier ministre). |